# Циста Велика
Циста Велика (до 1991. године Велика Циста) је насељено место у саставу општине Циста Прово, Сплитско-далматинска жупанија, Република Хрватска.

## Историја
До територијалне реорганизације у Хрватској налазила се у саставу старе општине Имотски.

## Становништво
На попису становништва 2011. године, Циста Велика је имала 616 становника.
| Број становника по пописима | Број становника по пописима | Број становника по пописима | Број становника по пописима | Број становника по пописима | Број становника по пописима | Број становника по пописима | Број становника по пописима | Број становника по пописима | Број становника по пописима | Број становника по пописима | Број становника по пописима | Број становника по пописима | Број становника по пописима | Број становника по пописима | Број становника по пописима |
| --------------------------- | --------------------------- | --------------------------- | --------------------------- | --------------------------- | --------------------------- | --------------------------- | --------------------------- | --------------------------- | --------------------------- | --------------------------- | --------------------------- | --------------------------- | --------------------------- | --------------------------- | --------------------------- |
| 1857                        | 1869                        | 1880                        | 1890                        | 1900                        | 1910                        | 1921                        | 1931                        | 1948                        | 1953                        | 1961                        | 1971                        | 1981                        | 1991                        | 2001                        | 2011                        |
| 759                         | 1.216                       | 989                         | 1.005                       | 1.276                       | 1.237                       | 1.900                       | 1.733                       | 1.707                       | 1.732                       | 1.772                       | 1.885                       | 1.421                       | 1.497                       | 1.134                       | 616                         |

Напомена: У 1857. и од 1910. до 1931. исказивано под именом Циста, од 1869. до 1900. Чиста, а од 1948. до 1991. Велика Циста. У 1869. и 1921. садржи податке за насеље Циста Прово, као и део података у 1857. и 1931. Од 1857. до 1921. део података садржан је у насељу Биорине. Садржи податке за бивше насеље Циста Грива које је у 1931. и 1948. исказивано као насеље.

### Попис1991.
На попису становништва 1991. године, насељено место Велика Циста је имало 1.497 становника, следећег националног састава:
| Попис 1991.‍   | Попис 1991.‍  | Попис 1991.‍ | Попис 1991.‍ | Попис 1991.‍ |
| ------------- | ------------ | ----------- | ----------- | ----------- |
|               |              |             |             |             |
| Хрвати        | Хрвати       |             | 1.465       | 97,86%      |
| Црногорци     | Црногорци    |             | 1           | 0,06%       |
| неопредељени  | неопредељени |             | 2           | 0,13%       |
| непознато     | непознато    |             | 29          | 1,93%       |
| укупно: 1.497 |              |             |             |             |